# Triamtereno
En farmacología, el triamtereno es el nombre de un diurético ahorrador de potasio que se emplea en combinación con diuréticos tiazidas como medicamento usado en el tratamiento de la retención de líquidos y de la hipertensión arterial. El triamtereno es un fármaco peligroso para pacientes con insuficiencia renal debido a la posibilidad de una hiperpotasemia. Aquellos que tomen triamtereno no deben usar sustitutos para la sal de mesa.

## Mecanismo de acción
El triamtereno bloquea directamente el canal de sodio epitelial en la cara luminal del túbulo colector del riñón. Otros diuréticos causan un aumento en la concentración de sodio en la orina haciendo que más sodio entre a la célula por medio del canal de sodio epitelial y al mismo tiempo sacando potasio de la célula hacia la orina. El bloquear a este canal de sodio previene la reabsorción del sodio y la secreción del potasio. 

## Efectos secundarios
Algunas de las reacciones no deseadas de la triamtereno  pueden incluir una reducción del sodio, ácido fólico y calcio en el plasma sanguíneo, náusea, vómitos, diarrea, dolor de cabeza, mareo, fatiga y boca seca. Algunos de los efectos secundarios más serios incluyen palpitaciones en el corazón, adormecimiento y hormigueo, fiebre, escalofríos, dolor de garganta, y dolor de espalda. El triamtereno puede también causar cálculos renales por la directa cristalización de cristales de oxalato de calcio.